# Hindu (Saaremaa)
Hindu is een plaats in de Estlandse gemeente Saaremaa, provincie Saaremaa. De plaats heeft de status van dorp (Estisch: küla).
Tot in oktober 2017 hoorde Hindu bij de gemeente Orissaare. In die maand ging Orissaare op in de fusiegemeente Saaremaa.

## Bevolking
Het dorp had 14 inwoners op 31 december 2011 en 15 inwoners op 31 december 2021.

## Ligging
De plaats ligt aan de noordkust van het eiland Saaremaa.

## Geschiedenis
Hindu werd voor het eerst genoemd in 1798 onder de naam Hindo als een groep boerderijen op het landgoed van Maasi. Rond 1900 groeide het groepje boerderijen uit tot dorp.
In 1977 werd Hindu bij het buurdorp Randküla gevoegd. In 1997 werd het weer een zelfstandig dorp.